# Малошукшаново
Малошукшаново  (мар. Изи Шӱкшан; баш. Бәләкәй Шуҡшан) — деревня в Бураевском районе Республики Башкортостан Российской Федерации. Входит в состав Ванышевского сельсовета.

## География

### Географическое положение
Расстояние до:
- районного центра (Бураево): 21 км,
- ближайшей ж/д станции (Янаул): 90 км.

## Население
| 2002 | 2009 | 2010 |
| ---- | ---- | ---- |
| 66   | ↘60  | ↘42  |

Согласно переписи 2002 года, преобладающая национальность — марийцы (100 %).